# Schinetea, Vaslui
Schinetea este un sat în comuna Dumești din județul Vaslui, Moldova, România.

## Personalități
- Constantin Prezan (1861-1943) - mareșal al Armatei Române; a avut un conac în sat, în curtea căruia a fost înmormântat

## Fotogalerie

Bustul mareşalului Constantin Prezan din Schinetea.

 Acest articol despre o localitate din județul Vaslui este deocamdată un ciot. Puteți ajuta Wikipedia prin completarea lui.